# Réservoir Poulaphouca
Le réservoir Poulaphouca ou Pollaphuca (en irlandais : Poll a' Phúca, littéralement « le trou de Púca »), appelé localement lacs de Blessington, est un lac de barrage du comté de Wicklow en Irlande situé sur le cours du fleuve Liffey et destiné à la fois à l'alimentation en eau courante et à la production hydroélectrique. 

## Historique
Le complexe a été construit par Electricity Supply Board entre 1937 et 1947 et la mise en eau du réservoir a commencé en 1940. C'est le deuxième barrage hydroélectrique mis en service après celui de Ardnacrusha sur le cours du Shannon. C'est aussi le second plus important réservoir pour l'agglomération de Dublin après le réservoir Vartry.

## Cinéma
Une scène du film Braveheart de Mel Gibson y a été tourné